# Джуди Гарленд
Джу́ди Га́рленд (англ. Judy Garland, имя при рождении Фрэ́нсис Э́тель Гамм, англ. Frances Ethel Gumm, 10 июня 1922[…], Гранд-Рапидс, Миннесота — 22 июня 1969[…], Челси, Лондон, Великобритания[…]) — американская актриса и певица.
Лауреат Молодёжной награды Академии, премий «Золотой глобус», «Грэмми» и «Тони». Двукратный номинант на премию «Оскар».
Она начала выступать с двух лет, её пение и актёрские способности принесли ей мировую славу благодаря музыкальным и драматическим ролям, а также множеству концертов и успешных альбомов.
В 1999 году Джуди Гарленд была включена Американским институтом киноискусства в список величайших американских кинозвёзд.
Мать актрис Лайзы Миннелли и Лорны Лафт.

## Ранние годы и образование
Джуди Гарленд (урождённая Фрэнсис Этель Гамм) родилась 10 июня 1922 года в Гранд-Рапидсе, штат Миннесота, США. Она была самым младшим ребёнком Этель Марион (урождённая Милн) и Авента Фрэнсиса (Фрэнк) Гамма. Её родители были бродячими актёрами, которые поселились в Гранд-Рапидсе, взяли в аренду кинотеатр и показывали в нём водевильные номера. Её предки имели ирландское, английское и шотландское происхождение, она была названа в честь обоих родителей и крещена в местной Епископальной церкви.
Бэйби, так звали её родители и сёстры, начала выступать ещё в детстве. Дебют состоялся в два с половиной года, когда она со своими старшими сёстрами Мэри Джейн Гамм (1915—1964) и Дороти Вирджинией Гамм (1917—1977) на рождественском спектакле на сцене кинотеатра своего отца спела вместе с хором песенку «Jingle Bells». Дуэт сестёр Гамм в сопровождении их матери выступал в этом кинотеатре ещё в течение нескольких следующих лет.
В июне 1926 года семья переехала в Ланкастер, штат Калифорния, чтобы пресечь слухи о том, что глава семейства Фрэнк Гамм сексуально домогался мужчин-билетёров. В Ланкастере Фрэнк купил кинотеатр, в котором и начала выступать его дочь Джуди. Она училась в голливудской средней школе, а позже окончила Высшую школу Лос-Анджелеса.

## Карьера

### 1928—1935: Сёстры Гамм

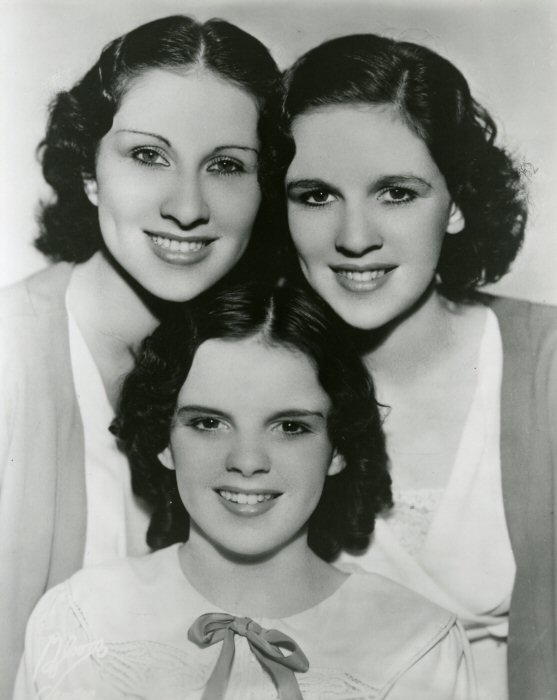
Мэри Джейн и Дороти Вирджиния, в центре — Фрэнсис Этель (Джуди Гарленд)

В 1928 году сёстры Гамм поступили в детскую школу танцев «Meglin Kiddies». С этой труппой они приняли участие в ежегодном рождественском шоу. Будучи участниками «Meglin Kiddies», они дебютировали в кино в 1929 году в фильме «Большое ревю», где исполнили песню и танцевальный номер под названием «That's The Good Old Sunny South». Затем последовало участие в фильмах «Каникулы в парке развлечений» (1930), «Свадьба Джека и Джилл» (1930) «Пузыри» (1930). Их последнее совместное появление на экране состоялось в 1935 году в фильме «Фестиваль в Санта-Барбаре».
Трио гастролировало по театрам с названием «Сёстры Гамм» на протяжении многих лет, в частности, в 1934 году они выступали в Чикаго в «Восточном театре» с Джорджем Джесселом. Он посоветовал им назваться более привлекательно. Согласно легенде, они изменили название своей группы на «Хмурые сёстры».
Имеется несколько версий относительно происхождения фамилии Гарленд. По одной версии, Джессел выбрал эту фамилию в честь Лили Гарленд, героини Кэрол Ломбард в фильме «Двадцатый век» (1934), по другой — девушки взяли фамилию в честь критика Роберта Гарленда.
Дочь Гарленд Лорна Лафт считала, что мать выбрала себе имя, когда Джессел объявил, что её трио «выглядело красивее, чем гирлянда цветов». Сам же Джордж Джессел заявлял следующее:
Должен признаться, что я был тем, кто Джуди Гарленд назвал Джуди Гарленд. Не то чтобы это имело большое значение  (мы не могли бы скрыть её большой талант ничем, даже если бы назвали её, к примеру, "Тель-Авив Виндзор Шелл"), но когда я впервые встретил её, она была Фрэнсис Гамм, и это было не то имя, которое бы подходило такой тонко чувствующей, такой великой актрисе... Итак, мы назвали её Джуди Гарленд, и я думаю, она сочетает в себе качества Хелен Хейс, Эла Джолсона и, может быть, Йенни Линд и Сары Бернар.
Позднее это объяснение всплыло, когда Джессел был гостем на «Шоу Джуди Гарленд» в 1963 году. Он сказал, что послал телеграмму актрисе Джудит Андерсон, содержащую слово Гарленд, и оно застряло в его сознании. Однако позже Джуди Гарленд спросила Джессела, была ли эта история правдой, и он беспечно ответил: «Нет».
К концу 1934 года «Сёстры Гамм» изменили свой псевдоним на «Гарленд и сёстры». Фрэнсис сменила имя на Джуди вскоре после этого, вдохновлённая популярной песней Хоуги Кармайкла. Группа распалась в августе 1935 года, когда одна из сестёр уехала в Рино, штат Невада, и там вышла замуж за музыканта Ли Кана, члена оркестра Джимми Дэвиса.

### 1935—1941: Контракт с «Metro-Goldwyn-Mayer»

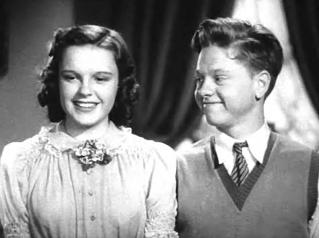
Джуди Гарленд и Микки Руни в фильме «Любовь находит Энди Харди» (1938)

В сентябре 1935 года Луис Б. Майер попросил композитора Бертона Лейна, чтобы он посмотрел в театре «Орфей» в Лос-Анджелесе выступление Джуди Гарленд и её сестёр, а после отчитался перед ним. Несколько дней спустя Джуди и её отец были доставлены на пробы в киностудию «Metro-Goldwyn-Mayer». Гарленд исполнила песни «Zing! Went the Strings of My Heart» и «Eli, Eli», еврейскую песню, написанную в 1896 году и очень популярную благодаря водевилям. Студия подписала контракт с Джуди Гарленд, но не знала, как с ней поступить: в тринадцать лет она выглядела старше, чем «традиционный ребёнок-звезда», но в то же время была ещё слишком молода для взрослых ролей.
Её неказистая внешность (в частности, небольшой рост) всегда была дилеммой для «Metro-Goldwyn-Mayer». «Джуди прошла школу MGM, как и Ава Гарднер, Лана Тёрнер и Элизабет Тейлор, вот они были настоящими красавицами, — сказал Чарльз Уолтерс, который снял её в нескольких фильмах. — Джуди имела в своё время большой успех, но она была гадким утёнком… Я думаю, что это оказывало очень разрушительное влияние на её эмоциональное состояние в течение длительного периода времени, практически вечность». Её неуверенность усугублялась отношением к ней владельца студии Луиса Б. Майера, который называл её «моя маленькая горбунья».
В течение первых лет работы на студии её одевали в обычную одежду, соответствовавшему образу «соседки», заставляли носить каппы на зубах и эластичные диски для исправления формы носа. Гарленд выполняла все требования студии и в итоге получила роль в музыкальном фильме «Каждое воскресенье» (1936). Фильм противопоставил её вокальный диапазон оперному сопрано Дины Дурбин, но Майер решил оставить обеих актрис.
16 ноября 1935 года Гарленд узнала, что её отец был госпитализирован с менингитом. На следующее утро в возрасте сорока девяти лет Фрэнк Гамм скончался, оставив тринадцатилетнюю дочь безутешной. В радиоспектакле «Shell Chateau Hour» она впервые профессионально исполнила песню «Zing! Went the Strings of My Heart», которая стала «визитной карточкой» Джуди на многих её концертах.

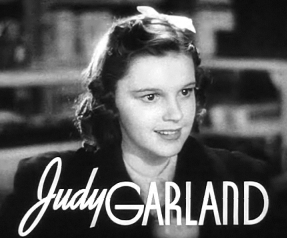
Джуди Гарленд в фильме «Любовь находит Энди Харди» (1938)

Вскоре Гарленд привлекла внимание руководителя студии исполнением песни «You Made Me Love You (I Didn't Want to Do It)», посвящённой Кларку Гейблу. Её исполнение было настолько хорошо принято, что она спела эту песню в фильме «Бродвейская мелодия 1938 года».
Далее Джуди Гарленд появилась в паре с Микки Руни в череде так называемых «мюзиклов на задворках». Их дуэт в ролях второго плана впервые состоялся в 1937 году в фильме «Чистокровки не плачут». После этого Гарленд и Руни появились в пяти фильмах, в том числе в таких, как «Любовь находит Энди Харди» (1938), «Энди Харди встречает дебютантку» (1940) и «Жизнь начинается для Энди Харди» (1941).
Гарленд заявляла, что ей и другим молодым исполнителям постоянно прописывали амфетамины, чтобы не спать на съёмках, проходивших в бешеном ритме, а также барбитураты, чтобы они могли спать после съёмок. Эти лекарства привели к наркотической зависимости и изменению внешности. Позже она злилась на напряженный график и жаловалась, что «Metro-Goldwyn-Mayer» украла её молодость.
Вес актрисы был в пределах нормы, но студия требовала постоянных диет, из-за чего вместо обычной еды она получала только миску супа и тарелку салата. Кроме того, на протяжении всей своей жизни она страдала от неуверенности в себе, и это несмотря на успешные фильмы, записи альбомов, награды, похвалы критиков и её способность собирать полные залы по всему миру.
Микки Руни, однако, отрицал слова актрисы, сказав: «Джуди Гарленд никогда не давали никаких лекарств на студии. Никто не был виновен в смерти Джуди Гарленд. К сожалению, Джуди сама выбрала этот путь».

### 1938—1939: «Волшебник страны Оз»
В 1938 году Джуди получила свою самую запоминающуюся роль — Дороти Гейл в фильме «Волшебник страны Оз» (1939) по детской книге Л. Фрэнка Баума. В этом фильме она исполнила песню «Over the Rainbow». Хотя режиссёры Артур Фрид и Мервин Лерой дали эту роль Джуди с самого начала, глава студии Луис Б. Майер вначале попытался одолжить на роль актрису Ширли Темпл у студии «20 Century Fox», но они отказали.
Синее ситцевое платье было выбрано для неё из-за эффекта размытой фигуры, благодаря ему она выглядела моложе. Съёмки начались 13 октября 1938 года и были завершены 16 марта 1939 года, их окончательная стоимость составила более 2 млн долларов. С завершением съёмок «Metro-Goldwyn-Mayer» отправили Гарленд в промотур и на съёмки фильма «Дети в доспехах» (1939) режиссёра Басби Беркли. Микки Руни и Джуди отправились на промотур по стране, завершившийся 17 августа 1939 года. Гарленд была вынуждена сесть на строгую диету во время съёмок; чтобы подавить аппетит, она часто курила.
Фильм «Волшебник страны Оз» имел огромный успех, хотя его высокий бюджет и промоакции стоимостью около 4 млн долларов, наряду со снижением доходов из-за льготных детских билетов, привели к тому, что фильм окупился только после повторных прокатов в 1940-х годах. В 1940 году за роль в фильме «Волшебник страны Оз» Гарленд получила премию «Молодёжная награда Академии». После такого признания она стала одной из самых рентабельных звёзд «Metro-Goldwyn-Mayer».

### 1950—1954: «Звезда родилась»
Её последней актёрской работой на «MGM» был музыкальный фильм «Летние гастроли», в период съёмок которого она испытывала серьёзные проблемы со здоровьем и набрала лишний вес. Из-за её личных проблем съёмочный процесс растянулся на восемь месяцев, ещё через два месяца, когда Гарленд вернула свою прежнюю форму, похудев на 20 фунтов, была снята известная сцена, где актриса исполняет песню «Get Happy».
После окончания съёмок в «Летних гастролях» Гарленд получила главную женскую роль в мюзикле «Королевская свадьба» с Фредом Астером, однако её личные проблемы вновь стали сказываться на съёмочном процессе, из-за чего продюсеры заменили её на юную Джейн Пауэлл. Вскоре студия «MGM» договорилась с Гарленд о расторжении контракта.
В октябре 1951 года Гарленд возвращается на Бродвей. Её выступления в течение 19 недель бьют рекорды по сборам, а она сама получает специальную награду «Тони». В 1954 году она возвращается в Голливуд, чтобы сняться в фильме компании Warner Bros. «Звезда родилась».
Съёмки снова сопровождаются прежними проблемами, что и во время работы с MGM. Публика и критика с энтузиазмом ожидают новую работу Гарленд, однако по требованию прокатчиков фильм сокращают, что приводит к недовольству и провалу в прокате. За роль в этом фильме Гарленд была номинирована на «Оскар» как лучшая актриса и считалась основным претендентом на награду, однако статуэтка неожиданно досталась Грейс Келли. В результате Гарленд довольствовалась только «Золотым глобусом».
Одной из её последних значимых работ в кино была роль Ирены Вальнер в фильме «Нюрнбергский процесс» (1961) режиссёра Стэнли Крамера. За эту роль она была номинирована на премии «Золотой глобус» и «Оскар».

## Политические взгляды
Джуди Гарленд была довольно активной сторонницей Демократической партии, членом голливудского демократического комитета, а также сочувствовала различным либеральным и прогрессивным движениям, включая Движение за гражданские права чернокожих в США. Она регулярно жертвовала деньги на избирательные кампании демократических кандидатов в президенты — Франклина Рузвельта, Эдлая Стивенсона II, Джона и Роберта Кеннеди, а также отколовшегося представителя левого крыла Демпартии, прогрессивиста Генри Уоллеса.
В сентябре 1947 года Гарленд вошла в Комитет за Первую поправку — группу солидарности и защиты гражданских прав коллег, внесённых в Чёрный список Голливуда. С рядом других знаменитостей 28 августа 1963 года приняла участие в Марше на Вашингтон за рабочие места и свободу, требовавшем равные права для афроамериканского населения. В сентябре 1963 года провела пресс-конференцию с осуждением теракта белых расистов, подорвавших баптистскую церковь в Бирмингеме и убивших четверых девочек.

## Личная жизнь

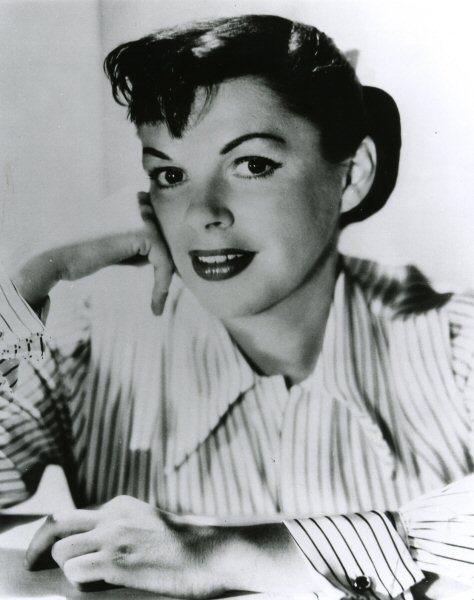
Джуди Гарленд на снимке для фильма «Звезда родилась» (1954)

28 июля 1941 года, в 19 лет, Гарленд вышла замуж за 31-летнего музыканта Дэвида Роуза. Вскоре она забеременела, однако в 1942 году по настоянию матери, мужа и работодателя (киностудии «MGM») сделала аборт. В январе 1943 супруги по решению суда согласовали раздельное проживание. Официально Гарленд и Роуз развелись в 1944 году.
В 1945 году вышла замуж за режиссёра Винсента Миннелли, через год родила дочь Лайзу, но в 1951 году и этот брак распался. В третий раз Джуди Гарленд вышла замуж в 1952 году за продюсера Сидни Лафта, родила дочь Лорну (1952) и сына Джоуи (1955); в 1965 году снова развелась. В дальнейшем актриса была замужем ещё дважды: за Марком Хероном (1965—1966) и Микки Динсом (март—июнь 1969).

## Последние годы
В 1963 году Джуди Гарленд подала иск против своего мужа Сидни Лафта по причине психической жестокости. Она также утверждала, что он несколько раз ударил её, пока был пьян, и что он пытался отобрать у неё детей. Она подавала на развод с Лафтом несколько раз, но они постоянно мирились.

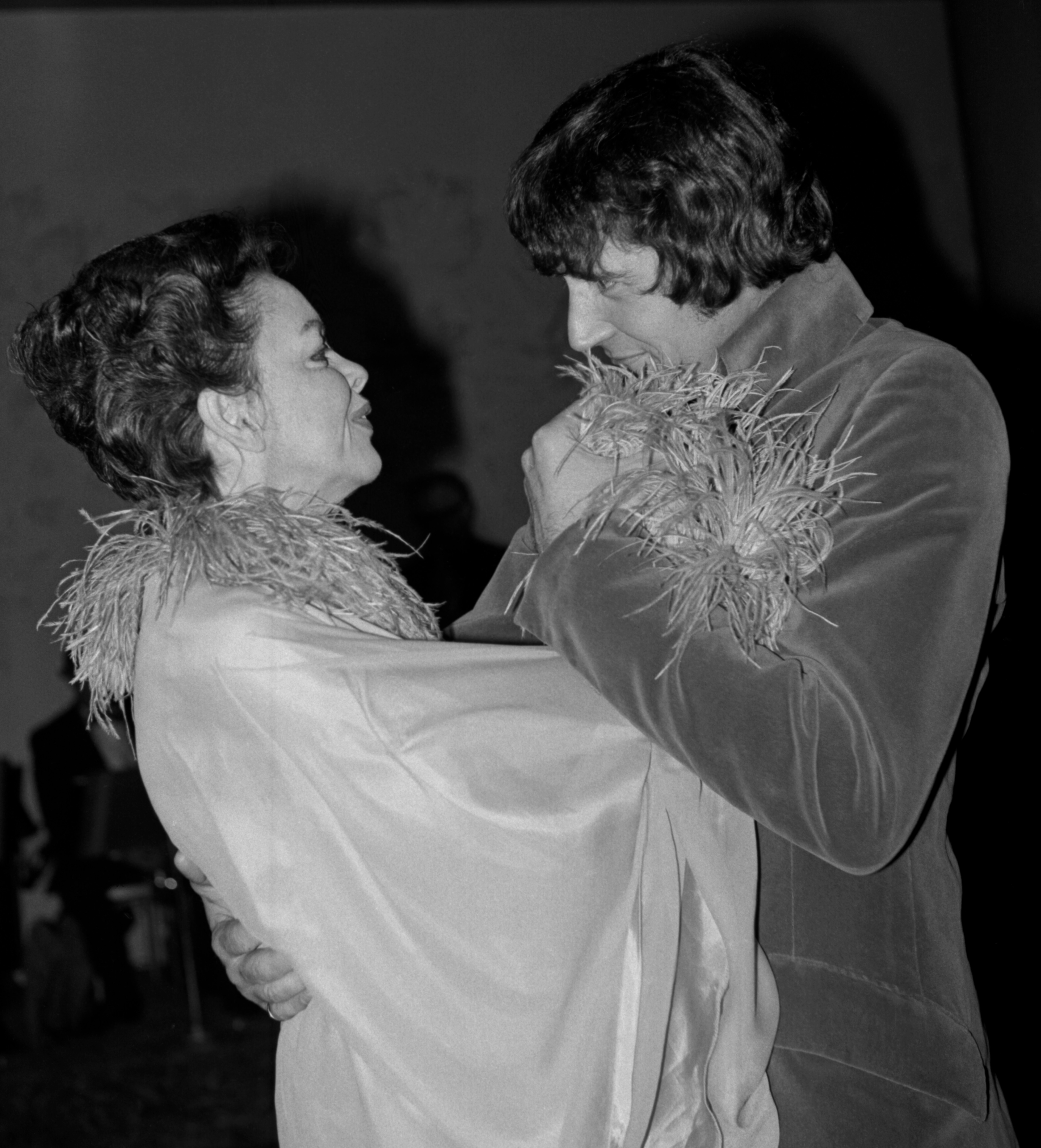
Джуди Гарленд и Мики Динс на своей свадьбе в марте 1969 года, за три месяца до её смерти

В ноябре 1964 года она выступила в лондонском Палладиуме со своей 18-летней дочерью Лайзой Миннелли. Концерт был также показан на британской телевизионной сети ITV и был одним из её последних выступлений на площадке. После она появилась на «The Ed Sullivan Show» и на «The Tonight Show Starring Johnny Carson».
Тур 1964 года в Австралии был во многом провальный. Первый концерт Гарленд в Сиднее состоялся на «Sydney Stadium», так как концертный зал не мог вместить всех желающих. На её втором выступлении в Мельбурне толпа из 7000 человек была возмущена её медлительностью, многие говорили, что она была пьяна, они освистывали и перебивали её, не выдержав этого, она убежала со сцены уже через 45 минут. Позже она охарактеризовала зрителей Мельбурна как «звероподобных».
Муж Джуди Гарленд Марк Херрон объявил, что они вступили в брак на борту грузового судна у берегов Гонконга. Однако во время этой церемонии она не была официально разведена с Лафтом; развод вступил в законную силу 19 мая 1965 года, поэтому Херрон и она вступили в законный брак только 14 ноября 1965 года.
В феврале 1967 года Гарленд была приглашена на роль Хелен Лоусон в фильме «Долина кукол». Во время съёмок она пропустила репетицию и уже в апреле была уволена, а после заменена на Сьюзан Хейворд.
Вернувшись на сцену, Гарленд выступила в Нью-Йоркском дворце вместе с детьми Лорной и Джои Лафт. Она была одета в брючный костюм с блестками, который был частью оригинального гардероба её героини в «Долине кукол».
В начале 1969 года, несмотря на ухудшение здоровья, Гарленд выступала в ночном клубе в Лондоне, в марте 1969 года состоялся её последний концерт в Копенгагене. 15 марта 1969 года в Лондоне она вышла замуж в пятый раз за менеджера Мики Динса (развод с Херроном был оформлен 11 февраля 1969 года).

## Смерть
22 июня 1969 года Джуди Гарленд была найдена мёртвой своим последним мужем Микки Динсом в ванной их съёмной квартиры в лондонском Челси, через две недели после её 47-летия.
В ходе дознания следователь Гэвин Терстон заявил, что причиной смерти стала случайная передозировка барбитуратами. Терстон подчеркнул, что передозировка была непреднамеренной и нет никаких доказательств самоубийства. Вскрытие Гарленд не показало воспаления слизистой оболочки желудка. В её свидетельстве о смерти указано, что смерть была случайной.
Её врач отметил, что флаконы с предписанными ей барбитуратами находились возле её постели полупустыми.
Британский патологоанатом, который проводил вскрытие, сказал, что её жизнь висела на волоске из-за цирроза, хотя сами результаты вскрытия не показали никаких признаков алкоголизма или цирроза. Её коллега по фильму «Волшебник страны Оз» Рэй Болджер сказал на похоронах актрисы: «Она просто износилась». Судебный патологоанатом Майкл Хантер считал, что у Гарленд было расстройство пищевого поведения, что способствовало её смерти.
27 июня на похоронах актрисы Джеймс Мейсон произнёс хвалебную речь, а похоронную службу возглавлял преподобный Питер Энтони Делани из приходской церкви в Лондоне, который за три месяца до смерти актрисы проводил также и церемонию её брака с Динсом. Она была похоронена на кладбище Фернклифф в штате Нью-Йорк. В январе 2017 года её прах был перевезён на кладбище Hollywood Forever Cemetery в Лос-Анджелесе.

## Наследие

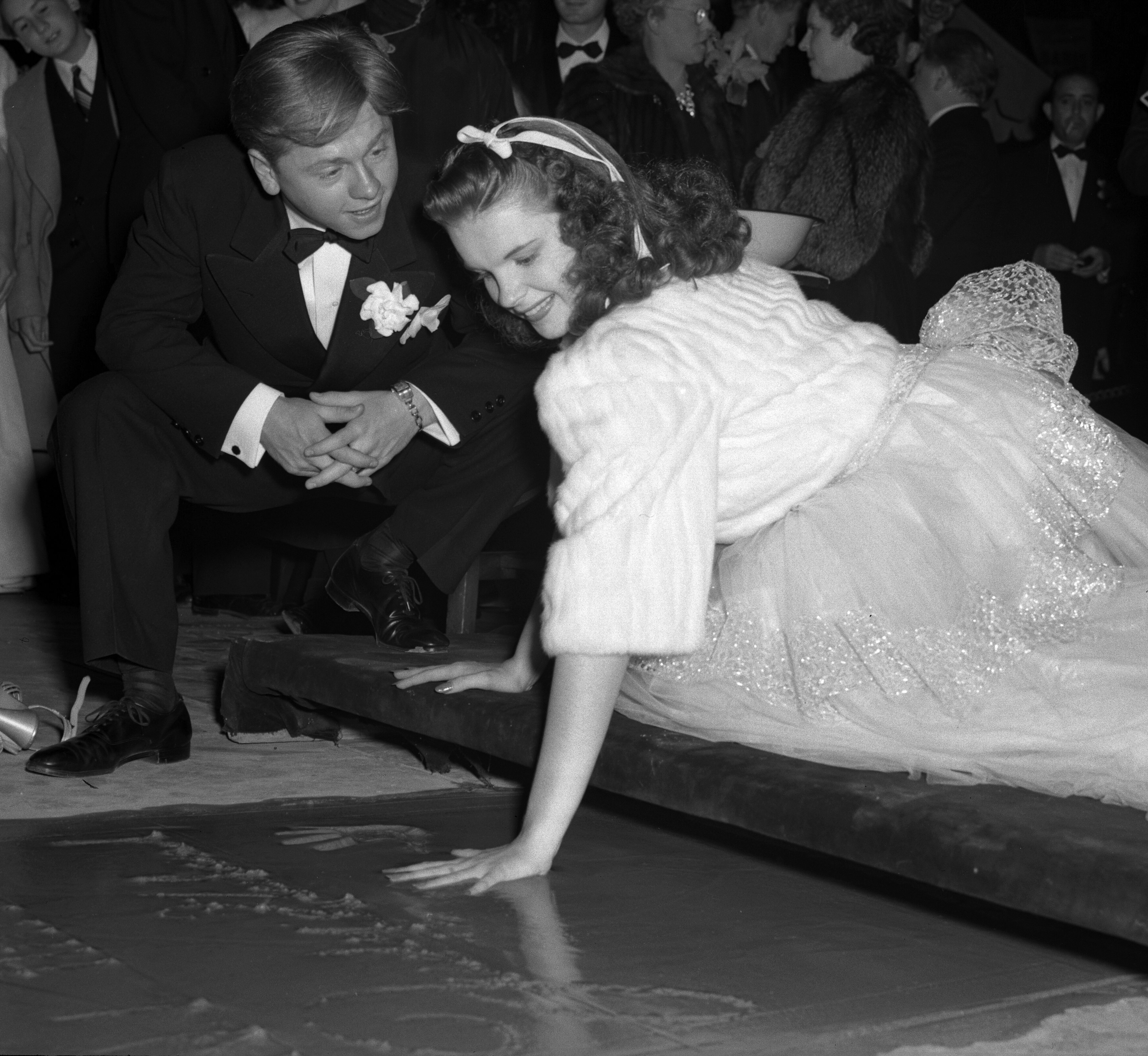
Джуди Гарленд оставляет свои следы возле китайского театра Граумана (1939 год)

Джуди Гарленд была названа одной из величайших актрис Голливуда. Американский институт киноискусства поставил её на восьмое место среди лучших женщин — звёзд золотого века голливудского кинематографа. Её жизнь была предметом более двух десятков биографических книг, в том числе «Me and My Shadows: A Family Memoir», автором которой является её дочь Лорна Лафт, чьи мемуары впоследствии были адаптированы в телевизионный мини-сериал «Жизнь с Джуди Гарленд» (2001), а Джуди Дэвис, сыгравшая Гарленд в этом сериале, получила премию «Эмми».
В 1997 году Джуди Гарленд была посмертно удостоена премии «Грэмми» за жизненные достижения. Несколько её записей были введены в Зал славы премии «Грэмми», к ним относятся «Over the Rainbow», которая была признана песней номер один по версии американского института киноискусства. Четыре песни Гарленд, которые находятся в списке: «Have Yourself a Merry Little Christmas» (номер 76), «Get Happy» (номер 61), «The Trolley Song» (номер 26) и «The Man That Got Away» (номер 11). Джуди Гарленд выступала более 1100 раз на различных концертах. Она дважды была удостоена собственных американских почтовых марок, в 1989 году (в качестве Дороти), и в 2006 году (как Эстер Блоджетт).

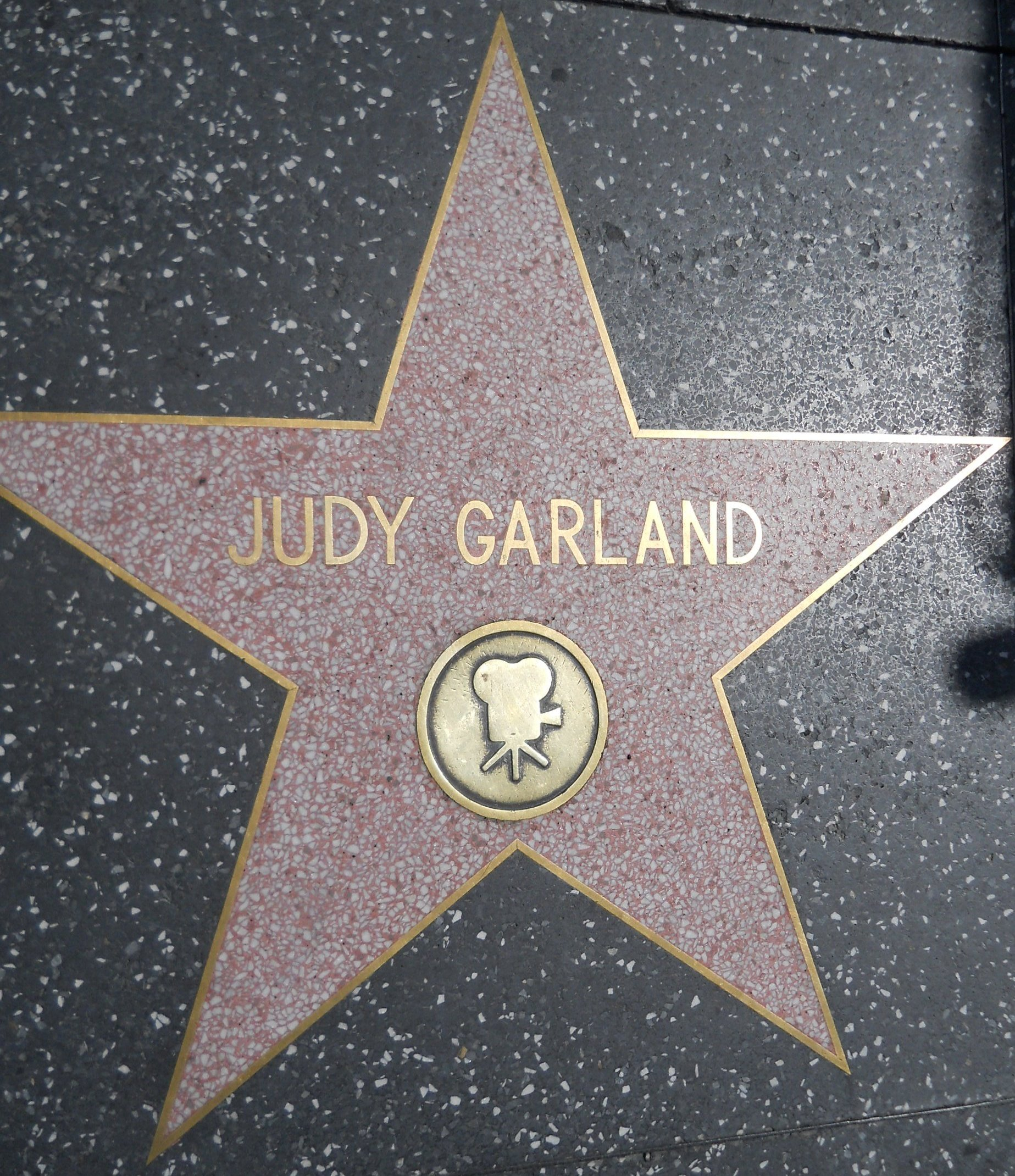
Звезда Джуди Гарленд на Голливудской «Аллее славы»

Джуди Гарленд имела большую фанатскую поддержку в гей-сообществе, буквально став гей-иконой. Причинами её популярности среди геев — восхищение её способностями как исполнительницы, а также то, что её личная борьба отражала борьбу геев за свои права в Соединённых Штатах в период расцвета её славы. В 1960-е годы на вопрос журналиста, как она относится к тому, что у неё много поклонников среди геев, она ответила: «Мне всё равно. Я пою для всех людей.».
Роль Гарленд в телефильмах исполняли многие актрисы: Andrea McArdle — в фильме «Радуга» (1978) —Тэмми Бланчард (Джуди в юности) и Джуди Дэвис (Джуди в зрелости) — в фильме «Жизнь с Джуди Гарленд» (2001), и Сигрид Торнтон — в фильме «Питер Аллен: Мальчик по соседству» (2015). Рене Зеллвегер сыграла Джуди Гарленд в биографическом фильме «Джуди», который был выпущен в 2019 году.
Джуди Гарленд имеет две звезды на Голливудской «Аллее славы»: одну за вклад в развитие киноиндустрии (находится у дома 1715 на Вайн-стрит) и одну за вклад в индустрию звукозаписи и музыки (находится у дома 6764 на Голливудском бульваре). Следы её рук сохранились возле китайского театра Граумана. На 88-й день рождения Джуди Гарленд, 10 июня 2010 года, в музее мадам Тюссо в Голливуде была представлена её восковая фигура.
25 июня 2019 года The New York Times Magazine назвал Джуди Гарленд среди сотен исполнителей, чьи записи (аудио- и/или видео-) были уничтожены во время пожара в Universal Studios Hollywood 2008 года.

## В культуре
«Джуди» (2019) — биографический драматический фильм о последних годах жизни, главную роль в котором исполнила Рене Зеллвегер.

## Факты
- Джуди Гарленд была левшой[95][96][97][98].
- Гарленд является лидером рейтинга 100 лучших песен из американских фильмов за 100 лет по версии AFI, в который вошли сразу пять композиций в её исполнении, а «Over the Rainbow» его возглавляет. Также эта песня заняла первое место в списке Песни века[99].
- В фильме «Летние гастроли» (1950) Гарленд обрывает лист календаря, на котором обозначена дата 22 июня — день её будущей смерти[100]. Существует легенда, что 22 июня 1969 года, в день смерти Джуди Гарленд, в Канзасе случился ураган[101][102][103].

## Фильмография
| Год  |     | Русское название                | Оригинальное название        | Роль                                           |
| ---- | --- | ------------------------------- | ---------------------------- | ---------------------------------------------- |
| 1929 | ф   | Большое ревю                    | The Big Revue                | В роли самой себя в составе «The Gumm Sisters» |
| 1930 | ф   | Каникулы в парке развлечений    | A Holiday In Storyland       | В роли самой себя в составе «The Gumm Sisters» |
| 1930 | ф   | Пузырьки                        | Bubbles                      | В роли самой себя в составе «The Gumm Sisters» |
| 1930 | ф   | Свадьба Джека и Джилл           | The Wedding of Jack and Jill | В роли самой себя в составе «The Gumm Sisters» |
| 1935 | ф   | Фестиваль в Санта-Барбаре       | La Fiesta de Santa Barbara   | В роли самой себя в составе «The Gumm Sisters» |
| 1936 | кор | Каждое воскресенье              | Every Sunday                 | Джуди                                          |
| 1936 | ф   | Кожаный парад                   | Pigskin Parade               | Сэйри Додд                                     |
| 1937 | ф   | Бродвейская мелодия 1938 года   | Broadway Melody of 1938      | Бетти Клейтон                                  |
| 1937 | ф   | Чистокровки не плачут           | Thoroughbreds Don't Cry      | Крикет Уэст                                    |
| 1937 | кор | Тихая ночь                      | Silent Night                 | в роли самой себя                              |
| 1938 | ф   | Поют все                        | Everybody Sing               | Джуди Беллэйр                                  |
| 1938 | ф   | Любовь находит Энди Харди       | Love Finds Andy Hardy        | Бетси Бутс                                     |
| 1938 | ф   | Послушай, дорогая               | Listen, Darling              | Пинки Уингейт                                  |
| 1939 | ф   | Волшебник страны Оз             | The Wizard of Oz             | Дороти Гейл                                    |
| 1939 | ф   | Дети в доспехах                 | Babes in Arms                | Пэтси Бартон                                   |
| 1940 | ф   | Энди Харди встречает дебютантку | Andy Hardy Meets Debutante   | Бетси Бут                                      |
| 1940 | ф   | Играйте, музыканты              | Strike Up the Band           | Мэри Холден                                    |
| 1940 | ф   | Малышка Нелли Келли             | Little Nellie Kelly          | Нелли Келли                                    |
| 1941 | ф   | Девушки Зигфелда                | Ziegfeld Girl                | Сью Галлахер                                   |
| 1941 | ф   | Жизнь начинается для Энди Харди | Life Begins for Andy Hardy   | Бетси Бут                                      |
| 1941 | ф   | Юнцы на Бродвее                 | Babes on Broadway            | Пенни Моррис                                   |
| 1942 | ф   | У нас должна быть музыка        | We Must Have Music           | в роли самой себя                              |
| 1942 | ф   | Для меня и моей девочки         | For Me and My Gal            | Джо Хейден                                     |
| 1943 | ф   | Тысячи приветствий              | Thousands Cheer              | в роли самой себя                              |
| 1943 | ф   | Представляя Лили Марс           | Presenting Lily Mars         | Лили Марс                                      |
| 1943 | ф   | Сумасшедшая девчонка            | Girl Crazy                   | Джинджер Грей                                  |
| 1944 | ф   | Встретимся в Сент-Луисе         | Meet Me in St. Louis         | Эстер Смит                                     |
| 1945 | ф   | Часы                            | The Clock                    | Элис Мэйберри                                  |
| 1945 | ф   | Безумства Зигфилда              | Ziegfeld Follies             | Звезда                                         |
| 1946 | ф   | Девушки Харви                   | The Harvey Girls             | Сьюзан Брэдли                                  |
| 1946 | ф   | Когда рассеиваются тучи         | Till the Clouds Roll By      | Мэрилин Миллер                                 |
| 1948 | ф   | Слова и музыка                  | Words and Music              | в роли самой себя                              |
| 1948 | ф   | Пират                           | The Pirate                   | Мануэла                                        |
| 1948 | ф   | Пасхальный парад                | Easter Parade                | Ханна Браун                                    |
| 1949 | ф   | Старым добрым летом             | In the Good Old Summertime   | Вероника Фишер                                 |
| 1950 | ф   | Летние гастроли                 | Summer Stock                 | Джейн Фолбери                                  |
| 1954 | ф   | Звезда родилась                 | A Star Is Born               | Эстер Блоджетт                                 |
| 1960 | ф   | Пепе                            | Pepe                         | в роли самой себя                              |
| 1961 | ф   | Нюрнбергский процесс            | Judgment at Nuremberg        | Ирена Вальнер                                  |
| 1962 | мф  | Мурлыка                         | Gay Purr-ee                  | Мюзетт                                         |
| 1963 | ф   | Ребёнок ждёт                    | A Child Is Waiting           | Джин Хэнсен                                    |
| 1963 | ф   | Я могла бы продолжать петь      | I Could Go On Singing        | Дженни Боумен                                  |

## На телевидении
| Дата                             | Название                                                   | Канал | Примечания                                                                                       |
| -------------------------------- | ---------------------------------------------------------- | ----- | ------------------------------------------------------------------------------------------------ |
| 24 сентября 1955 года            | Ford Star Jubilee                                          | CBS   | Первые полномасштабные цветные телепередачи на CBS.                                              |
| 8 апреля 1956                    | General Electric Theater                                   | CBS   | Намечен чтобы быть первым из серии CBS специальных предложениях трёхлетнего контракта с Гарленд. |
| 25 февраля 1962                  | The Judy Garland Show                                      | CBS   | Представлено Фрэнком Синатрой и Дином Мартином. Номинировано на четыре премии «Эмми».            |
| 19 марта 1963                    | Judy Garland and Her Guests Phil Silvers and Robert Goulet | CBS   | Номинация на «Эмми».                                                                             |
| 29 сентября 1963 — 29 марта 1964 | The Judy Garland Show                                      | CBS   | Отменено после одного сезона и 26 эпизодов.                                                      |
| 1 декабря 1964                   | Judy and Liza at the Palladium                             | ITV   | Вещание в ноябре 1964 с Лайзой Миннелли.                                                         |
| декабрь 1968                     | The Merv Griffin Show                                      | CBS   |                                                                                                  |
| 19 января 1969                   | Sunday Night at the London Palldium                        | ITV   |                                                                                                  |

## Дискография

### Студийные альбомы
| Название              | Детали альбома                                             | Пиковые позиции в чартах | Пиковые позиции в чартах | Сертификаты |
| Название              | Детали альбома                                             | US                       | UK                       | Сертификаты |
| --------------------- | ---------------------------------------------------------- | ------------------------ | ------------------------ | ----------- |
| Miss Show Business    | - Выпущен: 26 сентября 1955 - Лейбл: Capitol - Форматы: LP | 5                        | —                        |             |
| Judy                  | - Выпущен: 1956 - Лейбл: Capitol - Форматы: LP             | 17                       | —                        |             |
| Alone                 | - Выпущен: 6 мая 1957 - Лейбл: Capitol - Форматы: LP       | 17                       | —                        |             |
| Judy in Love          | - Выпущен: 3 ноября 1958 - Лейбл: Capitol - Форматы: LP    | —                        | —                        |             |
| The Letter            | - Released: 4 мая 1959 - Label: Capitol - Formats: LP      | —                        | —                        |             |
| That’s Entertainment! | - Выпущен: 31 октября 1960 - Лейбл: Capitol - Форматы: LP  | —                        | —                        |             |
| The Garland Touch     | - Выпущен: 1962 - Лейбл: Capitol - Форматы: LP             | 33                       | —                        |             |
| Judy in London        | - Выпущен: 1972 - Лейбл: Capitol - Форматы: LP             | —                        | —                        |             |

### Концертные альбомы
| Название                                          | Детали альбома                                         | Пиковые позиции в чартах | Пиковые позиции в чартах | Сертификации    |
| Название                                          | Детали альбома                                         | US                       | UK                       | Сертификации    |
| ------------------------------------------------- | ------------------------------------------------------ | ------------------------ | ------------------------ | --------------- |
| Garland at the Grove                              | - Выпущен: 1959 - Лейбл: Capitol - Формат: LP          | —                        | —                        |                 |
| Judy at Carnegie Hall                             | - Выпущен: 10 июля 1961 - Лейбл: Capitol - Форматы: LP | 1                        | 13                       | - RIAA: Золотой |
| Just for Openers                                  | - Выпущен: 1964 - Лейбл: Capitol - Форматы: LP         | —                        | —                        |                 |
| «Live» at the London Palladium                    | - Выпущен: 25 июля 1965 - Лейбл: Capitol - Форматы: LP | 41                       | —                        |                 |
| Judy Garland at Home at the Palace: Opening Night | - Выпущен: август 1967 - Лейбл: ABC - Форматы: LP      | 174                      | —                        |                 |
| Judy Garland Live!                                | - Выпущен: 28 июня 1989 - Лейбл: Capitol - Форматы: LP | —                        | —                        |                 |

### Саундтреки
| Название              | Детали альбома                                 | Пиковые позиции в чартах | Пиковые позиции в чартах | Сертификации |
| Название              | Детали альбома                                 | US                       | UK                       | Сертификации |
| --------------------- | ---------------------------------------------- | ------------------------ | ------------------------ | ------------ |
| Meet Me in St. Louis  | - Выпущен: 1945 - Лейбл: Decca - Форматы: LP   | 2                        | —                        |              |
| Summer Stock          | - Выпущен: 1950 - Лейбл: MGM - Форматы: LP     | —                        | —                        |              |
| A Star Is Born        | - Выпущен: 1954 - Лейбл: Capitol - Форматы: LP | 5                        | —                        |              |
| Pepe                  | - Выпущен: 1960 - Лейбл: Colpix - Форматы: LP  | —                        | —                        |              |
| I Could Go On Singing | - Выпущен: 1963 - Лейбл: Capitol - Форматы: LP | 45                       | —                        |              |

### Сборники
| Название                     | Детали альбома                               | Пиковые позиции в чартах | Пиковые позиции в чартах | Сертификации |
| Название                     | Детали альбома                               | US                       | UK                       | Сертификации |
| ---------------------------- | -------------------------------------------- | ------------------------ | ------------------------ | ------------ |
| The Best of Judy Garland     | - Выпущен: 1964 - Лейбл: Decca - Форматы: LP | 136                      | —                        |              |
| Judy Garland’s Greatest Hits | - Выпущен: 1969 - Лейбл: Decca - Форматы: LP | 161                      | —                        |              |

### Посмертные сборники
| - 1986 America’s Treasure - 1987 The Best of Judy Garland - 1990 The Best of the Decca Years Volume 1 — Hits! - 1991 The Great MGM Stars: Judy Garland - 1992 The Last Years 1965—1969: It’s All for You - 1993 Judy Garland — Child of Hollywood (re-released in 2000 as '21 Hollywood Hits') - 1993 The Ladies of the 20th Century: Judy Garland - 1994 Legends: Judy Garland - 1994 The Complete Decca Masters - 1995 Great Ladies of Song: Spotlight on Judy Garland - 1995 Christmas Through the Years - 1995 The Judy Garland Christmas Album - 1996 You Made Me Love You - 1996 Collectors Gems from the MGM Films - 1997 Judy Duets (re-released in 2005) - 1998 Judy: A Musical Anthology - 1998 Judy Garland in Hollywood — Her Greatest Movie Hits - 1999 The One and Only Judy Garland - 1999 20th Century Masters — The Millennium Collection: The Best of Judy Garland | - 2001 Over the Rainbow: The Very Best of Judy Garland - 2004 EMI Comedy: Judy Garland - 2005 That Old Feeling: Classic Ballads from The Judy Garland Show - 2006 Great Day! Rare Recordings from the Judy Garland Show - 2006 The Essential Judy Garland - 2007 The Letter - 2007 The Very Best of Judy Garland - 2008 Judy Garland: Classiques et inédits 1929—1956 - 2010 Judy Garland — Lost Tracks 1929—1959 - 2011 Judy Garland: Smilin' Through — The Singles Collection 1936—1947 - 2011 Judy Garland: The London Studio Recordings, 1957—1964 - 2013 Judy Garland: Creations 1929—1962 — Songs She Introduced - 2014 Judy Garland: The Garland Variations - 2015 Judy Garland: The Best of Lost Tracks 1929—1959 - 2016 Judy Garland: Judy Garland Sings Harold Arlen - 2017 Judy Garland: Soundtracks - 2017 Judy Garland: Classic Duets - 2018 Judy Garland: I Can’t Give You Anything But Love |

## Награды и номинации
Список приведён в соответствии с данными сайта IMDb.com.
| Награда                    | Год  | Категория                                       | Работа                                       | Результат |
| -------------------------- | ---- | ----------------------------------------------- | -------------------------------------------- | --------- |
| Оскар                      | 1940 | Молодёжная награда Академии                     | Волшебник страны Оз                          | Победа    |
| Оскар                      | 1955 | Лучшая женская роль                             | Звезда родилась                              | Номинация |
| Оскар                      | 1962 | Лучшая женская роль второго плана               | Нюрнбергский процесс                         | Номинация |
| Золотой глобус             | 1955 | Лучшая женская роль — комедия или мюзикл        | Звезда родилась                              | Победа    |
| Золотой глобус             | 1962 | Лучшая женская роль второго плана — Кинофильм   | Нюрнбергский процесс                         | Номинация |
| Золотой глобус             | 1962 | Премия Сесиля Б. Де Милля                       | н/д                                          | Победа    |
| Грэмми                     | 1962 | Альбом года                                     | Judy at Carnegie Hall                        | Победа    |
| Грэмми                     | 1962 | Лучшее женское сольное исполнение               | Judy at Carnegie Hall                        | Победа    |
| Грэмми                     | 1966 | Лучший нотный альбом                            | 25th Anniversary: Retrospective              | Номинация |
| Грэмми                     | 1971 | Лучший нотный альбом                            | Judy. London. 1969                           | Номинация |
| Грэмми                     | 1995 | Лучший исторический альбом                      | Judy: Complete Decca Masters                 | Номинация |
| Грэмми                     | 1999 | Почётная награда                                | н/д                                          | Победа    |
| Тони                       | 1952 | Почётная награда                                | н/д                                          | Победа    |
| Эмми                       | 1956 | Лучшая певица                                   | н/д                                          | Номинация |
| Эмми                       | 1962 | Лучшее выступление в музыкальной программе      | The Judy Garland Show                        | Номинация |
| Эмми                       | 1964 | Лучшее выступление в музыкальной программе      | The Judy Garland Show                        | Номинация |
| Зал славы премии «Грэмми»  | 1981 | Введение в Зал славы премии «Грэмми»            | Over the Rainbow                             | Победа    |
| Зал славы премии «Грэмми»  | 1998 | Введение в Зал славы премии «Грэмми»            | You Made Me Love You                         | Победа    |
| Зал славы премии «Грэмми»  | 1998 | Введение в Зал славы премии «Грэмми»            | Judy at Carnegie Hall                        | Победа    |
| Зал славы премии «Грэмми»  | 2005 | Введение в Зал славы премии «Грэмми»            | Meet Me In St. Louis                         | Победа    |
| Зал славы премии «Грэмми»  | 2006 | Введение в Зал славы премии «Грэмми»            | The Wizard of Oz (музыкальные отрывки)       | Победа    |
| Зал славы премии «Грэмми»  | 2010 | Введение в Зал славы премии «Грэмми»            | For Me and My Gal (совместно с Джином Келли) | Победа    |
| Голливудская «Аллея славы» | 1960 | Именная звезда за вклад в киноиндустрию         | н/д                                          | Победа    |
| Голливудская «Аллея славы» | 1960 | Именная звезда за вклад в индустрию звукозаписи | н/д                                          | Победа    |